# Ла-Порт (округ)
Ла-Порт (англ. LaPorte) — округ в штате Индиана, США. Официально образован в 1832 году. Численность населения, по данным за 2010 год, составила 111 467 человек. Окружным центром является город Ла-Порт.

## История
Был основан в 1832 году. Название переводится с французского как «дверь».

## География
97,56 % округа занимает суша и 2,44 % — вода.

### Смежные округа
- Берриен (Мичиган) (север)
- Сент-Джозеф (запад)
- Старк (юг)
- Джаспер (юго-восток)
- Портер (восток)

## Население
Согласно переписи 2010 года, население округа составляло 111 467 человек в составе 41 050 домашних хозяйств и 28 611 семей. Плотность населения составляет 184 человека на квадратный метр. На территории округа насчитывается 45 621 жилых строений, при плотности застройки 29 людей/км². Расовый состав графства: белые — 86,26 %, афроамериканцы — 10,13 %, коренные американцы — 0,31 %, азиаты — 0,45 %, жители островов Тихого океана — 0,02 %, латиноамериканцы — 3,09 % населения.
Население округа: моложе 18 — 24,50 %, 8,60 % — от 18 до 24, 29,70 % — 25 до 44, 23,60 % — 45 до 64 и 13,50 % — 65 и старше. Средний возраст составлял 37 лет. На 100 женщин приходилось 105,50 мужчин.
Средний показатель доходов для домашнего хозяйства в графстве составлял 41 430 $, и средний показатель доходов для семьи составлял 49 872 $. У мужчин был средний показатель доходов 36 686 $ против 23 955 $ для женщин. Доход на душу населения для округа составлял 18 913 $. Приблизительно 6,30 % семей и 8,70 % населения были ниже черты бедности.